# Emblyna littoricolens
Emblyna littoricolens là một loài nhện trong họ Dictynidae.
Loài này thuộc chi Emblyna. Emblyna littoricolens được Ralph Vary Chamberlin & Wilton Ivie miêu tả năm 1935.